# Гусятин (гміна)
Гміна Гусятин — сільська гміна у Копичинецькому повіті Тернопільського воєводства Другої Речі Посполитої. Адміністративним центром гміни було місто Гусятин, яке не входило до складу гміни, а утворювало власну міську.
Гміна утворена 1 серпня 1934 року в рамках нового закону про самоврядування (23 березня 1933 року).
Площа гміни — 84,07 км²
Кількість житлових будинків — 1787
Кількість мешканців — 8072
Гміну створено на основі давніших гмін: Чабарівка, Личківці, Вільхівчик, Суходіл, Трибухівці.